# Giro de Lombardía 1906
El Giro de Lombardía 1906, la 2.ª edición de esta clásica ciclista, se disputó el 11 de noviembre de 1906, con un recorrido de 266 km entre Milán y Como. La prueba íntegramente italiana, fue ganado por Cesare Brambilla, que se impuso en la línea de llegada a su compañero Carlo Galetti. Luigi Ganna acabó tercero.

## Clasificación final
| Posición | Ciclista          | Equipo     | Tiempo    |
| -------- | ----------------- | ---------- | --------- |
| 1        | Cesare Brambilla  | Otav       | 6h57'00   |
| 2        | Carlo Galetti     | Otav       | s.t.      |
| 3        | Luigi Ganna       | Otav       | s.t.      |
| 4        | Mauro Gaioni      | Bianchi    | + 4' 58"  |
| 5        | Ernesto Ferrari   | Individual | + 32' 42" |
| 6        | Clemente Canepari | Individual | m. t.     |
| 7        | Eberardo Pavesi   | Otav       | + 38' 49" |
| 8        | Carlo Mairani     | Individual | + 55' 08" |
| 9        | Carlo Bordoni     | Individual | + 55' 09" |
| 10       | Mario Lonati      | Individual | m. t.     |